# Luis Téllez
Luis Téllez Kuenzler (Mexico-Stad, 13 oktober 1958) is een Mexicaans econoom en politicus van de Institutioneel Revolutionaire Partij (PRI).
Téllez studeerde economie aan de Nationale Autonome Universiteit van Mexico (UNAM) en het Autonoom Technologisch Instituut van Mexico (ITAM) en behaalde een doctorstitel aan het Massachusetts Institute of Technology. Hij sloot zich in 1980 aan bij de PRI en leidde het Instituut van Sociale Economische en Politieke studies. Onder president Ernesto Zedillo was hij van 1997 tot 2000 minister van energie. Op 1 december 2006 benoemde president Felipe Calderón hem tot minister van communicatie en vervoer als enige PRI-minister in Calderons kabinet.
Op 2 februari 2009 werd door Diana Pando in een radioprogramma van Carmen Aristegui een band gepresenteerd waarin Téllez in een telefoongesprek tegen zegt dat ex-president Salinas "meer dan de helft van de geheime rekening" gestolen heeft. Vier weken later trad hij af.
- Library of Congress Control Number: no94005668
- Virtual International Authority File: 22233977
- WorldCat: E39PBJxMhtyhRfj6mCTr3H3YT3